# Dřepčík (Epitrix)
Dřepčík z rodu Epitrix je 1,5–2 mm velký, obvykle tmavě zbarvený, černý, červenavě až tmavě hnědý nebo hnědavě žlutý brouk.

## EPPO kód
1EPIXG

## Podřazené taxony
Seznam podle EPPO.
- Epitrix argentinensis	EPIXAR
- Epitrix atropae	EPIXAT
- Epitrix cucumeris	EPIXCU
- Epitrix fasciata	EPIXFA
- Epitrix fuscata	EPIXFS
- Epitrix fuscula	EPIXFU
- Epitrix hirtipennis	EPIXPA
- Epitrix intermedia	EPIXIN
- Epitrix nicotiana	EPIXNC
- Epitrix nigroaenea	EPIXNG
- Epitrix pilosa	EPIXPI
- Epitrix pubescens	EPIXPU
- Epitrix similaris	EPIXSI
- Epitrix sp.	EPIXSP
- Epitrix subcrinita	EPIXSU
- Epitrix tuberis	EPIXTU

## Zeměpisné rozšíření
Dosud bylo popsáno více než 100 druhů tohoto rodu. Centrum rozšíření rodu Epitrix je v nearktické oblasti, v palearktické oblasti žije jen okolo 15 druhů. U druhu Epitrix tuberis se má za to, že je původní v Coloradu, odkud se rozšířil do dalších států USA (Kalifornie, Nebraska, Nové Mexiko, Oregon, Jižní Dakota, Severní Dakota, Washington a Wyoming) a provincií Kanady (Alberta, Britská Kolumbie, Manitoba a Saskatchewan) v průběhu dvacátého století. Epitrix cucumeris se vyskytuje ve Spojených státech (Kalifornie, Florida, Indiana, Kansas, Maine, New Hampshire, Nové Mexiko, Nebraska, Severní Karolína, Severní Dakota, Jižní Dakota, Vermont, Virginie, New York), v Kanadě (Alberta, Manitoba, Nový Brunšvik, Nové Skotsko, Ontario, Ostrov prince Edwarda, Québec, Saskatchewan), v Mexiku, v některých středoamerických zemích a zemích Karibské oblasti (Kostarika, Guatemala, Dominikánská republika, Jamajka, Nikaragua, Portoriko). Existují i blíže nespecifikované údaje o zavlečení tohoto druhu do Afriky. Dále byl zavlečen na Azorské ostrovy a na sever kontinentálního území Portugalska. Epitrix similaris se vyskytuje v USA, ve středním a severním Portugalsku a jeden dospělec byl nalezen i ve Španělsku v blízkosti portugalských hranic. O výskytu Epitrix subcrinita existuje málo údajů, je znám z USA (Arizona, Kalifornie, Colorado, Idaho, Nevada, Nové Mexiko, Oregon, Utah, Washington, Wyoming), z Kanady (Britská Kolumbie) a z Peru.

### Výskyt v Evropě
Zřejmě jen několik druhů z tohoto rodu je původních v Evropě. V Evropě, regionu působnosti EPPO, včetně Kanárských a Azorských ostrovů, se dnes vyskytuje asi 12 druhů rodu, z toho některé byly zavlečeny ze Severní Ameriky. K zavlečeným druhům patří Epitrix hirtipennis, který se rozšířil na jih Evropy, kde škodí na tabáku a byl příležitostně pozorován i na bramboru, ale ani v Severní Americe, ani v Evropě nebyly pozorovány škody na bramboru, působené tímto druhem. Zavlečenými druhy do Evropy jsou rovněž Epitrix cucumeris a Epitrix similaris. Poprvé byly zjištěny na polích v Portugalsku, kde bylo zaznamenáno poškození hlíz bramboru. Za škodlivější z těchto druhů na novém území výskytu je považován Epitrix similaris. Dalšími severoamerickými druhy, které mohou škodit na bramboru, které ale do Evropy dosud zavlečeny nebyly, jsou Epitrix tuberis a Epitrix subcrinita, z nichž Epitrix tuberis je druhem, který je v Severní Americe považován za významného škůdce bramboru. Druhy Epitrix cucumeris a Epitrix similaris jsou zařazeny v seznamu EPPO A 2, kde jsou uvedeny škodlivé organismy v regionu EPPO se vyskytující, které je doporučeno regulovat jako karanténní škodlivé organismy. Druhy Epitrix tuberis a Epitrix subcrinita jsou zařazeny v seznamu EPPO A 1 mezi organismy, které je doporučeno regulovat a které se v regionu EPPO nevyskytují. Ve fytosanitární legislativě EU (a tedy rovněž i ve fytosanitární legislativě ČR) dosud v seznamech regulovaných organismů žádný druh rodu Epitrix zařazen není, opatření k regulaci se ale připravují. Vzhledem k morfologické podobnosti uvedených druhů je třeba některé údaje o jejich rozšíření brát s určitou rezervou.

### Výskyt v Česku
Dva druhy (Epitrix atropae a Epitrix pubescens) žijí i v České republice. Každé zjištění popsaných příznaků na hlízách bramboru nebo na listech hostitelských rostlin by mělo být neprodleně ohlášeno Státní rostlinolékařská správě. Opatření k zabránění šíření těchto škůdců mohou být účinná jen při včasném zjištění ohniska, v co nejkratší době po jejich zavlečení.

## Hostitel
Obecně lze říci, Epitrix spp. je spojen s lilkovitými, dospělci se živí na listech a larvy na kořenech. Druhy dřepčíků rodu Epitrix, které škodí na bramboru, se obecně vyvíjejí na rostlinách z čeledi lilkovitých, kromě bramboru např. na rajčeti, lilku, tabáku, paprice, kustovnici a na některých lilkovitých druzích plevelů, jako je rulík zlomocný, lilek černý nebo blín černý. K úživnému žíru dospělců dochází i na řadě rostlin z dalších čeledí, preferovány jsou však rostliny z čeledi lilkovitých. Nejvýznamnějším hostitelem dřepčíka Epitrix tuberis je brambor. U E. cucumeris a E. tuberis je známo, že preferují lilek brambor a poškozují jiné hostitele pouze tehdy, když lilek brambor není k dispozici.
Bylo pozorováno, že samice, živící se na bramboru, kladou více vajíček než při žíru na dalších hostitelích, také úspěšnost přežívání larev na bramboru je vyšší než na jiných hostitelích. Jinými hostiteli jsou např. rajče jedlé, lilek vejcoplodý, tabák obecný, paprika setá a plevele jako durman obecný nebo lilek černý. Dospělci se příležitostně živí na rostlinách z čeledí merlíkovitých (Chenopodiaceae), tykvovitých (Cucurbitaceae) a bobovitých (Fabaceae). Výzkumně bylo prokázáno, že dospělci mohou konzumovat i listy křenu selského, řepy obecné, brukve zelné, okurky seté, úhorníku Descurainia pinnata, lociky salátové (salátu setého), tolice vojtěšky (vojtěšky seté), ředkve seté, fazolu obecného, mochyně, rybízu červeného, špenátu setého, topolovky růžové, merlíku bílého, pcháče rolního, hořčice rolní, ptačince prostředního, pampelišky lékařské.
Hlavním hostitelem dřepčíka Epitrix cucumeris je rovněž brambor, vyvíjet se může ale i na jiných lilkovitých (lilek vejcoplodý, paprika setá, rajče jedlé a tabák obecný). Dospělci se mohou živit kromě rostlin z čeledi lilkovitých i na rostlinách z jiných čeledí, např. na brukvi zelné, řepě obecné, okurce seté, slunečnici roční, locice salátové, kukuřici seté a fazolu.
U Epitrix similaris je ze Severná Ameriky potvrzen vývoj na bramboru a rajčeti, experimentálně je potvrzen i vývoj na lilku vejcoplodém. Poškození listů dospělci tohoto druhu bylo pozorováno i na durmanu obecném, lilku černém a lilku Solanum trifolium. O hostitelích Epitrix subcrinita existuje jen málo informací, kromě bramboru byli brouci nalezeni na povijnici jedlé, lilku vejcoplodém, paprice, řepě obecné a merlíku čilském.

## Příznaky
Při úživném žíru vyžírají brouci drobné, oválné otvory, o průměru většinou do 1,5 mm (listy jsou jakoby prostřílené broky). Dospělci se mohou nacházet na všech nadzemních částech rostlin nebo na povrchu půdy. Poškození nadzemních částí rostlin bramboru žírem dospělců nemá obvykle hospodářský význam. Larvy a kukly se vyskytují v půdě, dospělci přezimují rovněž v půdě. Larvy žijí v kořenovém systému hostitelských rostlin, u bramboru poškozují žírem vzhled hlíz, ale nepronikají hluboko do dužiny hlíz. Larvy Epitrix similaris a Epitrix tuberis vytvářejí na povrchu hlíz dlouhé klikaté korkovité žlábky a malé bradavičky. Požerky Epitrix tuberis dosahují do hloubky 1 cm dužiny hlízy.

## Význam
Poškození nadzemních částí rostlin bramboru žírem dospělců nemá obvykle hospodářský význam. U Epitrix cucumeris pronikají larvy do hlíz příležitostně a zanechávají rozpraskané stopy nebo malé chodbičky vyplněné korkovitým pletivem. Larvy Epitrix similaris a Epitrix tuberis jsou škodlivější, vytvářejí na povrchu hlíz dlouhé klikaté korkovité žlábky a malé bradavičky. Požerky Epitrix tuberis dosahují do hloubky 1 cm dužiny hlízy, zatímco u ostatních druhů nepronikají obvykle pod 0,5 cm, přesto jsou hlubší požerky viditelné i po oloupání hlízy.
Poškozené hlízy jsou neprodejné jako konzumní brambory a možnost jejich použití je omezena pouze na průmyslové zpracování nebo ke krmným účelům. Požerky larev na hlízách usnadňují napadení hlíz bakteriálními a houbovými patogeny. Požerky brouků na listech bramboru nepůsobí závažné škody. U dalších hostitelských rostlin se nepředpokládá vznik významných škod, i když dospělci mohou žírem poškozovat dozrávající plody hostitelských rostlin. Z analýzy rizika pro neevropské druhy mimo jiné vyplývá, že všechny země EPPO mají vhodné klimatické podmínky k usídlení nejméně jednoho nepůvodního druhu rodu Epitrix, který může škodit na bramboru, a že hospodářský dopad při usídlení a rozšíření těchto druhů v regionu EPPO by byl vysoký. Druh E. tuberis je známým škůdcem bramboru v Severní Americe. Druh Epitrix similaris není závažným škůdcem bramboru v Severní Americe, ale po zavlečení do Portugalska začal škody působit. U druhů Epitrix cucumeris a Epitrix subcrinita je škodlivost v Severní Americe nízká, ale existuje nebezpečí, že se při zavlečení do Evropy a při rozšíření v Evropě tyto druhy budou chovat jinak, obdobně jako Epitrix similaris.

## Popis
Druhová identifikace podle morfologických znaků je možná pouze u dospělců, za pomoci binokuláru a světelného mikroskopu. Kromě posouzení celkového vzhledu je nutná i preparace samčích a samičích pohlavních ústrojí. Vajíčka jsou drobná, bělavá, přibližně eliptická. Larvy jsou bělavé, štíhlé, válcovité, dorůstající 5 mm, poslední stadia larev mají hnědou hlavu. Brouci jsou obvykle tmavě zbarvení, černí, červenavě až tmavě hnědí (Epitrix subcrinita) nebo hnědavě žlutí (Epitrix hirtipennis), pouze 1,5–2 mm velcí. Tělo je oválné, z bočního pohledu více či méně vypouklé, na štítu a krovkách chloupkované. Oči jsou poměrně velké, tykadla jsou složená z jedenácti článků a jsou nitkovitá. Tečkování krovek je uspořádáno do rýžek, mezirýží jsou poměrně úzká.

## Biologie
Epitrix tuberis vytváří obvykle dvě generace ročně, ale v některých oblastech Severní Ameriky má tři generace. Přezimující brouci vylézají z půdy od května do začátku července. Při vyhledávání hostitelských rostlin mohou přeletovat na poměrně velké vzdálenosti. Samice naklade průměrně 187 vajíček, vajíčka klade po skupinách do půdy v blízkosti báze hostitelských rostlin. Období kladení trvá 35–55 dní. Larvy se líhnou po 3–14 dnech. Vývoj larvy trvá 2–4 týdny. Larva se kuklí v půdě, dospělci se líhnou po 4–10 dnech. Vývoj druhé generace probíhá o něco pomaleji než vývoj první generace. Vylíhlí brouci druhé (popřípadě třetí) generace tráví diapauzu v půdě, především na okrajích polí, kde se pěstovaly brambory. Epitrix cucumeris má pouze jednu generaci ročně. Na rozdíl od Epitrix tuberis nebo Epitrix similaris brouci nelétají. Vývoj probíhá obdobně jako u Epitrix tuberis, dospělci po vylíhnutí opouštějí půdu a do přezimování se živí na listech. Přezimují v půdě nebo pod zbytky vegetace. Údaje o biologii Epitrix similaris a E. subcrinita nejsou dostupné, předpokládá se, že jejich vývoj je obdobný. 

## Šíření
Nejpravděpodobnějším způsobem šíření dřepčíků rodu Epitrix, kteří mohou škodit na bramboru, na větší vzdálenosti, je mezinárodní obchod s hlízami bramboru. Riziko představují hlavně zásilky hlíz s příměsí zeminy, v níž mohou být vývojová stadia dřepčíků. Méně významnými cestami šíření ze zemí výskytu jsou dodávky zakořeněných hostitelských i nehostitelských rostlin s půdou, dodávky zeminy a pěstebních substrátů a půda ulpělá na zemědělských strojích dopravovaných ze zemí s výskytem škůdců. Za méně závažnou možnost šíření na velké vzdálenosti je považováno i přirozené šíření dřepčíků v regionu EPPO, ačkoliv rychlost šíření létavého druhu E. similaris v Portugalsku naznačuje, že i tato cesta může být významnou. 

## Ochrana rostlin
Opatření v zamořených územích by měla zahrnovat insekticidní ošetřování bramborových polí, intenzivní průzkum výskytu na dalších hostitelích, vhodné osevní postupy, bezpečné nakládání se zbytky půdy po sklizni, kontrolu převozu půdy mimo vymezenou oblast, asanaci dopravních prostředků a zařízení a jejich kontrolu při převozu mimo vymezenou oblast a likvidaci planě rostoucích rostlin bramboru.

### Prevence

#### Agrotechnická opatření
Z běžných agrotechnických opatření se v místech, kde dřepčíci rodu Epitrix škodí na bramboru, doporučuje udržování čistých, nezaplevelených porostů a rozrušování posklizňových zbytků k omezení možnosti přezimování.

### Chemická ochrana
Cílená insekticidní ochranná opatření v místech škodlivého výskytu dřepčíků rodu Epitrix na bramboru mohou vést k omezení rozsahu populace, nemohou však vést k úplné eradikaci, a to vzhledem k tomu, že dřepčíci přežívají na zemědělsky nevyužívaných a neošetřovaných plochách, odkud se mohou opakovaně šířit do zemědělských plodin. Dalším faktorem je poměrně dlouhé období, během kterého vylézají jednotliví brouci ze zimního úkrytu. V místech intenzivního pěstování bramboru může být stav populace dostatečně regulován insekticidy používanými k ochraně proti dalším živočišným škůdcům, zejména mandelince bramborové. U pěstitelů sadby v Severní Americe zajišťují obvykle dostatečnou ochranu proti E. tuberis ošetření proti přenašečům viróz. V USA bylo zjištěno, že opakované používání týchž účinných látek při ošetřování může v populacích dřepčíků rychle vyvolat rezistenci (v době používání DDT byl pozorován nárůst rezistence již po 5–6 generacích).

### Karanténa
Fytosanitární předpisy EU, vzhledem k riziku zavlečení řady karanténních škodlivých organismů, omezují možnost dovozu brambor z neevropských zemí, v nichž se uvedené druhy dřepčíků rodu Epitrix vyskytují. Dovoz brambor prakticky ze všech těchto zemí je zakázán, s výjimkou Kanady. Z Kanady lze do některých zemí EU dovážet sadbové brambory, a to na základě každoročně udělované výjimky ze všeobecného zákazu dovozu, při splnění zvláštních podmínek. Česká republika však možnost udělení této výjimky nevyužívá.
Proto je nutné považovat za nejrizikovější možnost průniku dřepčíků do nových oblastí Evropy, včetně ČR, dodávky brambor z Portugalska, popřípadě ze Španělska, kde je situace ve výskytu těchto škůdců dosud nejasná, ale kam hrozí největší riziko šíření z Portugalska. Španělsko patří k nejvýznamnějším dodavatelským zemím nových a raných brambor do ČR, Portugalsko patří obecně také mezi významné dodavatele těchto komodit.
Předpokládá se přijetí opatření, která budou eliminovat riziko přenosu vývojových stadií dřepčíků v příměsi zeminy v zásilkách bramboru. Pro dovoz brambor do EU by to znamenalo požadavek, že hlízy buď musejí pocházet z území prostého těchto druhů dřepčíků, nebo musejí být očištěny praním (u nesadbových brambor) nebo kartáčováním (u nesadbových i sadbových brambor) tak, aby byla odstraněna všechna vývojová stadia dřepčíků a aby hlízy byly prakticky prosté zeminy. Obdobná opatření, stanovující odstranění zeminy, by se měla týkat i brambor pocházejících ze zamořených území v EU. K dalším opatřením patří povinný úřední průzkum výskytu těchto dřepčíků ve všech zemích EU a vymezení území s jejich výskytem v EU, v nichž by se měla provádět opatření k zabránění šíření nebo k potlačování příslušného druhu (úplná eradikace se považuje za málo pravděpodobnou nebo neproveditelnou).
Závěr SRS v roce 2011 zařadila průzkum výskytu dřepčíků rodu Epitrix na bramboru na území ČR do programu cílených úředních průzkumů. Průzkum se provádí ve skladech, a to vizuální kontrolou hlíz, se zaměřením na dodávky brambor z rizikových zemí. Souběžně se hlízy kontrolují i na výskyt dalších, zejména regulovaných škodlivých organismů. Uvedené druhy dřepčíků rodu Epitrix mohou představovat riziko i pro pěstitele brambor v České republice. Každé zjištění popsaných příznaků na hlízách bramboru nebo na listech hostitelských rostlin by mělo být neprodleně ohlášeno SRS. Opatření k zabránění šíření těchto škůdců mohou být účinná jen při včasném zjištění ohniska, v co nejkratší době po jejich zavlečení.